# Den stora kalabaliken
Den stora kalabaliken (fransk originaltitel: La Grande Vadrouille) är en fransk/brittisk/tysk komedifilm från 1966. Filmen driver bland annat med andra världskriget och med Nazityskland.

## Handling
Under sommaren 1942 flyger ett brittiskt bombplan vilse under natten på väg tillbaka från Tyskland och hamnar över det tysk-ockuperade Paris och blir nedskjutet. De tre besättningsmännen hoppar ut med fallskärm och hamnar på tre vitt skilda ställen i Paris och försöker hålla sig gömda från tyskarna. I sina försök drar de in två helt oskyldiga Parisbor, målaren Augustin Bouvet (Bourvil) och dirigenten Stanislas Lefort (Louis de Funès), som tvingas hjälpa dem att hålla sig gömda.
Efter att de tre besättningsmännen med fransmännens hjälp lyckats återförenas ger de sig ut på en vansinnesfärd genom det tysk-ockuperade Frankrike för att ta sig över gränsen till det neutrala Vichyfrankrike. Jagade av den koleriske tyske officeren major Aschbach (Benno Sterzenbach) och med det ena hindret efter det andra på vägen blir det ett hysteriskt äventyr.

## Rollista i urval
- Louis de Funès - Stanislas Lefort
- Bourvil - Agustin Bouvet
- Terry-Thomas - Sir Reginald
- Claudio Brook - Peter Cunningham
- Mike Marshal - Alan Macintosh
- Marie Dubois - Juliette
- Benno Sterzenbach - Major Aschbach

## Om filmen
- I filmen medverkade några av dåtidens absolut största och mest folkkära komiker så som Louis de Funés, Bourvil och Terry-Thomas.
- I många år var filmen, med sina 17,2 miljoner biobesökare enbart i Frankrike, landets största biosuccé genom tiderna (ett rekord som stod sig fram till 1997 när det slogs av Titanic). Filmen räknas också som en av Frankrikes största internationella filmsuccéer någonsin.